# أرينيانو
أرينيانو؛ (اللغة البيدمونتية : أرينيان ) هي بلدية في مدينة تورينو في المنطقة الإيطالية بيدمونت، وتقع على بعد حوالي 15 كيلومتر (9 ميل) شرق تورينو.
هي موطن لقلعتين، روكا أو القلعة العليا المعروفة من عام 1047 م، والتي تمت توسعتها في القرن الخامس عشر بعد نهبها من قبل قوات فاسينو كين وكاستيلو إنفيريور.
تقع بحيرة أرينيانو ضمن هذه البلدية.

## المدن التوأم
- كومايلاس، أسبانيا